# Thórd Granason
Thórd Granason fue un personaje histórico del siglo X, vikingo de Islandia, hijo del bóndi Grani de la hacienda de Granastadir. Aparece en los primeros capítulos de la saga de Egil donde le citan como un joven muy prometedor que había tomado mucho cariño al niño Egill Skallagrímsson.
Thórd acompañó al joven Egill, cuando tenía seis años, a un juego de pelota que se organizaba en Hvítárvellir donde participaba mucha gente de diferentes lugares de la comarca. Los niños jugaban aparte y uno de ellos llamado Grím Heggson que era cuatro o cinco años mayor que Egill tuvo una discusión y se burló de él mientras el resto de niños le abucheaban. Cuando Egill se lo explicó a Thórd, este le prometió que le ayudaría a vengarse, de hecho fue quien le proporcionó el skeggöx (hacha vikinga) con el que golpearía a Grím en la cabeza hasta los sesos. Al padre de Egill, Skalla-Grímr Kveldulfsson, no le hizo gracia el asunto y se enfadó mucho desaprobando a su hijo, pero la madre dijo que el niño tenía madera de vikingo y que cuando tuviera la edad sería conveniente darle un barco de guerra. En la primera parte del poema Sonatorrek aparecen estas palabras:
Así dijo mi madre,
que me habría de comprar
nave, y bellos remos,
para ir a vikingo,
firme, en pie en la proa,
y mandar bella nave,
lanzarme así a la mar,
matar a más de uno.
Thórd murió un invierno a la edad de 20 años mientras él y Egill jugaban a knattleikr contra su padre Skalla-Grímr que jugaba en bando contrario y de la misma forma que luchaba como berserker. Una tarde Skalla-Grímr le levantó sobre su cabeza y estrelló el cuerpo del joven contra el suelo rompiendo todos sus huesos y muriendo al instante. Hubiera hecho lo mismo con Egill, que entonces tenía doce años, si no hubiera intervenido una thrall (esclava) que murió en su defensa reprochando que usara una fuerza tan desmesurada contra los muchachos. Egill vengó a Thórd y a la esclava matando al capataz de su padre, hombre muy apreciado, en público y frente a Skalla-Grímr que no dijo nada y desde entonces padre e hijo no volvieron a cruzar palabra.